# Croft Castle
Croft Castle and Parkland er et country house fra 1660'erne med tilhørende park, kirke og have, der ligger i Croft, Herefordshire, England. Det er ejet af National Trust.
Det er en listed building af første grad.